# 13492 Vitalijzakharov
13492 Vitalijzakharov là một tiểu hành tinh vành đai chính với chu kỳ quỹ đạo là 1321.2228093 ngày (3.62 năm).
Nó được phát hiện ngày 27 tháng 12 năm 1984.